# 稲生神社 (大網白里市四天木)
稲生神社（いなおじんじゃ）は、千葉県大網白里市（上総国）にある神社。旧社格は郷社。同市南今泉にも同名の神社が鎮座する。

## 祭神
豐受姫命を祭神とする。

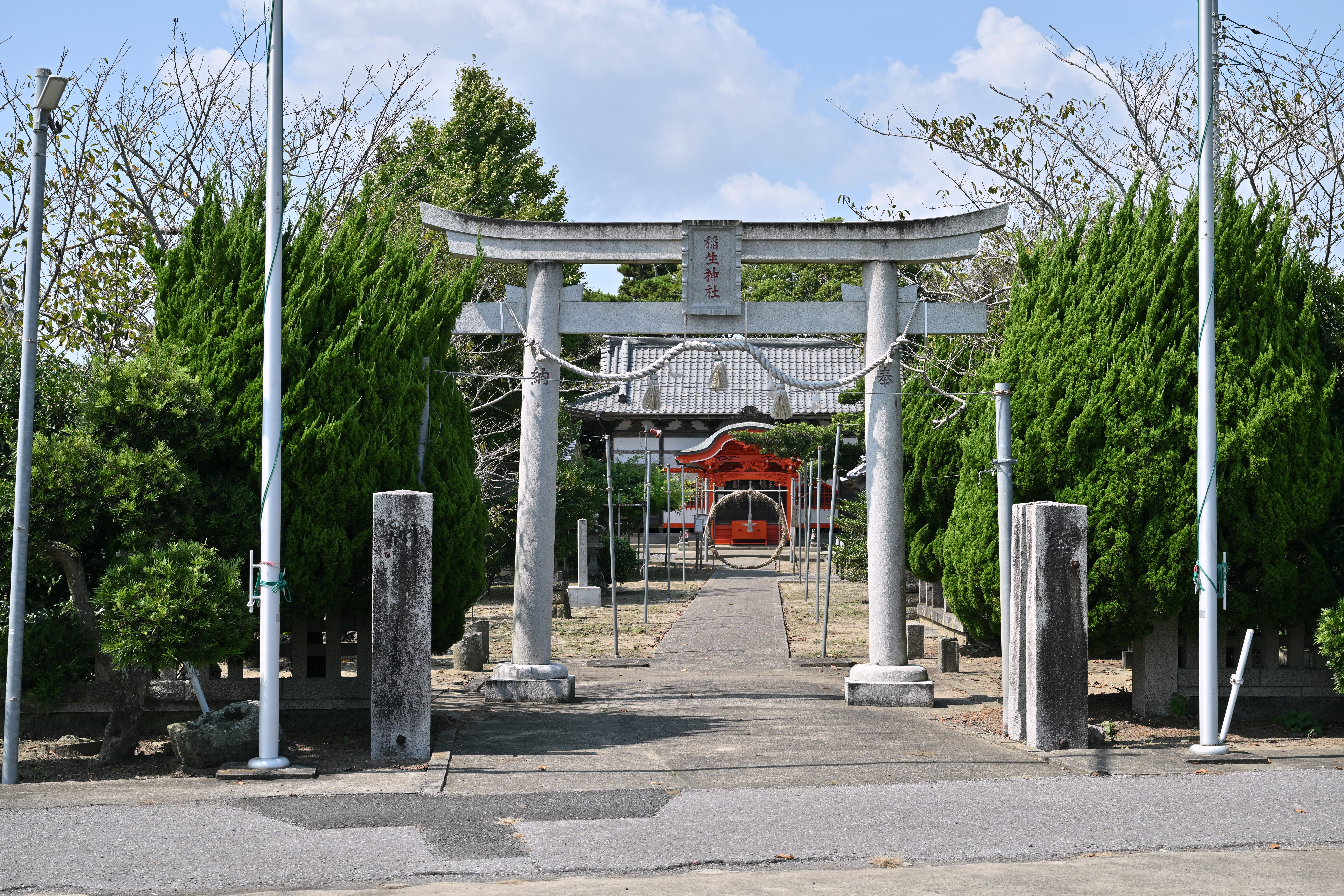
鳥居
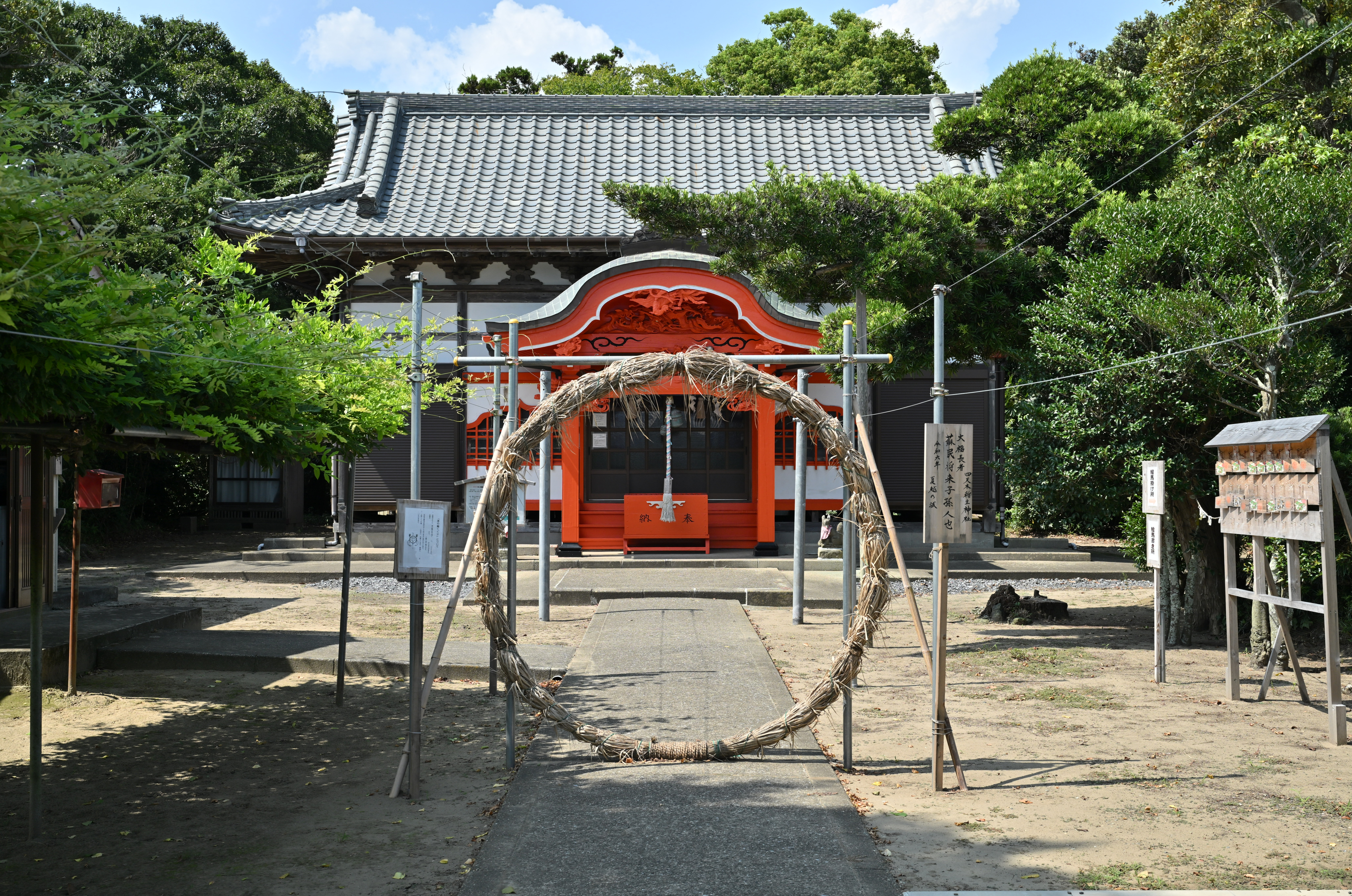
茅の輪くぐり